# Mpangi Merikani
Mpangi Merikani (Kinshasa, 4 de abril de 1967), é um ex-futebolista e atual treinador de goleiros congolês que atuava como lateral esquerdo.
Merikani jogou pela Seleção de Futebol da República Democrática do Congo no Campeonato Africano das Nações de 1988, 1992 e 1996.
Depois que encerrou a sua carreira de jogador, tornou-se treinador de goleiros do Jomo Cosmos, em 1999.